# Danh sách nghệ sĩ indie pop
Đây là danh sách các nghệ sĩ indie pop. Danh sách này không bao gồm các ban nhạc địa phương ít được biết đến. Ban nhạc được liệt kê theo chữ cái đầu tiên trong tên của họ.
Đây là một danh sách chưa hoàn tất, và có thể sẽ không bao giờ thỏa mãn yêu cầu hoàn tất. Bạn có thể đóng góp bằng cách mở rộng nó bằng các thông tin đáng tin cậy.

## 0-9
- 14 Iced Bears
- 6 Day Riot

## A
- Aberdeen
- Aberfeldy
- Acid House Kings
- Agent Sparks
- AgesandAges
- A Great Big World
- The Aislers Set
- All Girl Summer Fun Band
- Allo Darlin'
- Aloha
- American Authors
- An Horse
- Anathallo
- Animal Liberation Orchestra
- Animal Collective
- Anjulie
- Annie
- Annuals
- Another Sunny Day
- Apostle of Hustle
- The Apples in Stereo
- Aqueduct
- Architecture in Helsinki
- Aretha Henry
- Mira Aroyo
- As Tall As Lions
- Astrid
- Astrud
- Aude
- Au Revoir Simone
- The Auteurs
- The Awkward Stage
- Awolnation
- Aztec Camera

## B
- Baby Calendar
- The Bad Spellers
- Ballboy
- The Bats
- Bastille
- Baustelle
- Beach House
- Bearsuit
- Beat Crusaders
- Beat Happening
- The Beat Movement
- Bebe Buell
- Beehive
- Bella
- Belle and Sebastian
- Beirut
- Best Coast
- Brendan Benson
- Beulah
- Biff Bang Pow!
- The Big Pink
- Billie the Vision and the Dancers
- The Bird and the Bee
- Black Kids
- Black Tambourine
- Blind Pilot
- The Bohemes
- Blitzen Trapper
- Blueboy
- BMX Bandits
- Bo Bruce
- The Boat People
- Bob
- The Bolts
- Bon Iver
- Bon Voyage
- Boy Kill Boy
- The Boy Least Likely To
- Broder Daniel
- Broken Social Scene
- The Broken West
- Brother Henry
- The Brother Kite
- The Brunettes
- Bunnygrunt
- Butcher Boy
- ByeAlex

## C
- Camera Obscura
- The Candy Twins
- The Capstan Shafts
- The Cardigans
- Caribou
- The Car Is On Fire
- Capital Cities
- Casiotone for the Painfully Alone
- Casper And The Cookies
- Catchers
- The Cavemen Go
- Chairlift
- Cheer Chen
- The Chesterfields
- The Chills
- City & Colour
- The Choir Practice
- Circulatory System
- Allen Clapp
- Clap Your Hands Say Yeah
- The Clean
- The Clientele
- Close Lobsters
- Club 8
- Jason Collett
- Comet Gain
- The Concretes
- The Corn Dollies
- Crayon
- The Crayon Fields
- Crocodiles
- Cub
- Cults
- Cut Off Your Hands

## D
- Danielson Famile
- Dappled Cities Fly
- Dash and Will
- Dealership
- Dear and the Headlights
- Death Cab for Cutie
- The Decemberists
- The Delgados
- The Dentists
- The Ditty Bops
- The Divine Comedy
- The Dø
- Dr. Dog
- The Dodos
- Dogs Die in Hot Cars
- Dog Is Dead
- Doleful Lions
- Dolly Mixture
- Dolour
- Dom
- Don Lennon
- Dressy Bessy
- The Drums
- Dublin Duck Dispensary
- Dum Dum Girls

## E
- East River Pipe
- Echo Orbiter
- Echosmith
- Eisley
- El Guincho
- Electrelane
- Electric President
- Elf Power
- Ellington
- Elizabeth & the Catapult
- Empire of the Sun
- The Essex Green
- Ewert and The Two Dragons

## F
- Fanfarlo
- The Farmer's Boys
- Farrah
- Fat Tulips
- Felt
- The Field Mice
- Final Fantasy
- Liam Finn
- Fitz and The Tantrums
- A Fine Frenzy
- Fire Through the Window
- Fire Zuave
- Fishboy
- Florence + the Machine[1]
- The Format
- Fountains of Wayne
- Foster The People
- The Flatmates
- Fred
- Free Energy
- Freezepop
- Frou Frou
- Fun.
- Misia Furtak

## G
- Galileo Galilei
- Generationals
- Geographer
- Gentleman Reg
- Gentlemen Hall
- The Gentle Waves
- Georgie James
- Girls
- Givers
- The Gloria Record
- The Go-Betweens
- Gold Motel
- Go Sailor
- The Good Life
- Good Shoes
- Great Aunt Ida
- Great Lake Swimmers
- Great Lakes
- The Grenadiers
- Grizzly Bear
- Grouplove
- Gypsy and the Cat

## H
- Luke Haines
- Emily Haines
- Half-Handed Cloud
- Half Man Half Biscuit
- Hayden
- He Is We
- Headlights
- Imogen Heap
- Heavenly
- The Helio Sequence
- Hello Operator
- Hello Saferide
- Hellogoodbye
- Håkan Hellström
- Hey Ocean!
- Hidden Cameras
- Hidrogenesse
- Missy Higgins
- Holiday Flyer
- The Honey Buzzards
- The Hoosiers
- The House of Love
- The Housemartins
- The Hush Sound

## I
- Ida Maria
- Il Genio
- I'm From Barcelona
- Immaculate Machine
- Imperial Teen
- Ingrid Michaelson
- Islands
- It's Immaterial
- Ivan & Alyosha
- Ivy

## J
- Japancakes
- The Jesus and Mary Chain
- Jets Overhead
- Jinja Safari
- Joan Of Arc
- Johnny Boy
- The June Brides
- Juan Son

## K
- Kay Kay and His Weathered Underground
- Karkwa
- Kerli
- Kid Canaveral
- Kimbra
- Kings of Convenience
- Komeda
- The Kooks
- Mela Koteluk
- Ben Kweller

## L
- La Vida Bohème
- Labrador
- Ladybug Transistor
- Ladyhawke
- Ladytron
- Language of Flowers
- The Layaways
- Jens Lekman
- Sondre Lerche
- Les Savy Fav
- Let's Go Sailing
- Library Voices
- Lights
- Lightspeed Champion
- The Like
- The Limousines
- Liquid Blue
- The Little Ones
- Local Natives
- The Lodger
- Lois
- Lola Dutronic
- Loney, Dear
- The Long Winters
- Look Blue Go Purple
- Look See Proof
- Los Campesinos!
- The Lotus Eaters
- Love Is All
- The Lovely Feathers
- The Love Language
- The Lovely Sparrows
- The Lucksmiths
- The Lumineers
- Lucky Soul
- Lush
- Luzer
- Lykke Li

## M
- M83
- Mae
- MagellanMusic
- Magneta Lane
- The Magnetic Fields
- The Main Drag
- Majical Cloudz
- Malajube
- Meiko
- *Mañana
- The Margarets
- Marina and the Diamonds
- MS MR
- Maow
- April March
- Marine Research
- Helen Marnie
- Erin Martin
- Math and Physics Club
- Matt and Kim
- Mates of State
- Mazzy Star
- McCarthy
- Myracle Brah
- Nellie McKay
- Mean Red Spiders
- MeeK
- Meg and Dia
- Rose Melberg
- Memphis
- Metric
- Malcolm Middleton
- Mighty Mighty
- Amy Millan
- Miike Snow
- Milton and the Devils Party
- Miou Miou
- Mirah
- Modest Mouse
- Monkey Swallows the Universe
- The Mood
- The Most Serene Republic
- Mother Mother
- The Motorcycle Boy
- my little airport
- My Teenage Stride
- Mumford and Sons

## N
- Nada Surf
- Nadeea
- The National
- Neon Indian
- Neon Trees
- The New Electric Sound
- The New Pornographers
- New Buffalo
- New Young Pony Club
- A.C. Newman
- Neutral Milk Hotel
- Neva Dinova
- Nightmare of You
- Noah and the Whale
- Jim Noir
- The Notwist
- Northern Portrait
- Novillero
- Now It's Overhead

## O
- of Montreal
- Ohbijou
- The Ocean Blue
- The Olivia Tremor Control
- The Orchids
- The Organ
- One Night Only
- Oppenheimer
- Orange Juice
- Oberhofer
- Of Monsters and Men

## P
- The Pains of Being Pure at Heart
- Pale Saints
- Papas Fritas
- PAS/CAL
- Passion Pit
- The Pastels
- Pavement
- Peachcake
- Pedro The Lion
- Pernice Brothers
- Peter, Bjorn and John
- Phoenix
- PHOX
- The Pillbugs
- The Pipettes
- Los Planetas
- Playradioplay!
- Dawid Podsiadło
- Pogo
- Pomplamoose
- Pony Club
- Pony Up!
- The Pooh Sticks
- The Postal Service
- The Postmarks
- Primal Scream
- The Primary 5
- The Promise Ring
- Puffy AmiYumi

## R
- Ra Ra Riot
- The Radio Dept.
- The Rain
- Razorcuts
- Res
- The Remains of Brian Borcherdt
- Reverie Sound Revue
- Ride
- Rilo Kiley
- Rogue Wave
- The Rocketboys
- The Rosebuds
- The Ruby Suns
- The Russian Futurists

## S
- Saint Etienne
- Saint Motel
- Sambassadeur
- San Cisco
- Santigold
- Satellite Stories
- Saturday Looks Good to Me
- Scouting for Girls
- Bryan Scary
- The Scene Aesthetic
- The School
- The Sea Urchins
- The Servants
- Seventeen Evergreen
- Sex Clark Five
- She & Him
- Shonen knife
- Shop Assistants
- Shout Out Louds
- The Shins
- The Siddeleys
- The Silly Pillows
- Sing Sing
- Sissy Bar
- Sleepy Township
- Smallpools
- Small Factory
- The Smiths
- Smoosh
- Smudge
- The Sneetches
- Sodagreen
- The Softies
- SoKo
- Someone Still Loves You Boris Yeltsin
- The Sounds
- The Soup Dragons
- Spectacle
- Starflyer 59
- Starlight Mints
- Stars
- Statistics
- St. Christopher
- The Stills
- The Submarines
- Suburban Kids With Biblical Names
- Sufjan Stevens
- Summer Hymns
- The Sundays
- Supercute!
- Swimclub

## T
- Tahiti 80
- Talulah Gosh
- The Tartans
- Maria Taylor
- teamAWESOME!
- Teenage Fanclub
- Television Personalities
- Tegan and Sara
- Tender Trap
- The Tidy Ups
- This Is Ivy League
- This Providence
- Thomas Tantrum
- Those Dancing Days
- Throw Me the Statue
- Thriving Ivory
- Tiga
- Tiger Trap
- Tilly and the Wall
- Tim & Jean
- Times New Viking
- The Ting Tings
- Tiny Dancers
- Tokyo Police Club
- Tom Odell
- Toro Y Moi
- The Trash Can Sinatras
- Travis
- Trembling Blue Stars
- Trixie's Big Red Motorbike
- The Trolleyvox
- Tullycraft
- Twenty One Pilots
- Two Spot Gobi

## U
- The Unicorns
- Ugly Casanova

## V
- Vampire Weekend
- The Vaselines
- Velocity Girl
- The Virgins
- Vivian Girls
- Voxtrot
- VV Brown

## W
- Chris Walla
- Wavves
- We Are Scientists
- We Were Promised Jetpacks
- A Weather
- The Weather Prophets
- The Webb Brothers
- The Wedding Present
- The Weepies
- What Made Milwaukee Famous
- White Rabbits
- The Whitlams
- Brooke White
- A Witness
- The Wombats
- World Domination Enterprises
- Would-be-goods

## x
- The xx

## Y
- Yeasayer
- Yo La Tengo
- You Say Party
- Youngblood Hawke
- Young and Sexy
- Young Galaxy
- Young the Giant
- Yuna

## Z
- Zero 7
- Zoé

- Đầu
- 0–9
- A
- Ă
- Â
- B
- C
- D
- Đ
- E
- F
- G
- H
- I
- J
- K
- L
- M
- N
- O
- P
- Q
- R
- S
- T
- U
- Ư
- V
- W
- X
- Y
- Z